# خورخي بيتانكورت
خورخي بيتانكورت هو غطاس كوبي، ولد في 13 فبراير 1982 في ماتانزاس في كوبا.

## وصلات خارجية
- خورخي بيتانكورت على موقع الاتحاد الدولي للسباحة (الإنجليزية)
- خورخي بيتانكورت على موقع قاعدة بيانات الغوص IAT (الألمانية)
- خورخي بيتانكورت على موقع أوليمبيديا (الإنجليزية)